# Mogens Wieth
Mogens Frits Carlo Wieth (* 16. September 1919 in Kopenhagen; † 10. September 1962 in London, England) war ein dänischer Schauspieler.

## Leben
Wieth wurde als Sohn des Schauspielerehepaares Carlo Wieth und Agnes Thorberg geboren und erhielt zwischen 1937 und 1939 seine Ausbildung an der Schauspielschule des Königlichen Theaters (Det Kongelige Teaters elevskole) in Kopenhagen. 1940 hatte er sein Spielfilmdebüt als Pontus in Benjamin Christensens Barnet. Wieth war im Dänischen Widerstand aktiv und floh im Februar 1945 vor den Nationalsozialistischen Besatzern zunächst nach Schweden. Im März 1945 erreichte er England, wo er sich als Freiwilliger der British Army anschloss und zum Fallschirmjäger ausgebildet wurde.
Nach dem Ende des Zweiten Weltkriegs kehrte er zurück nach Dänemark. Dort gehörte er bis 1950 zum festangestellten Ensemble; danach zog er nach London. Dort spielte er an verschiedenen britischen Bühnen sowie in Film- und Fernsehproduktionen, bevor er von 1954 bis 1955 letztmals ans Königliche Theater zurückkehrte und als André in einer Produktion von Kjeld Abells Den blå Pekingeser auftrat. Danach wechselte er für mehrere Jahre ans Det Ny Teater, wo er unter anderem den Alceste in Molières Der Menschenfeind, Eddie Carbone in Arthur Millers Blick von der Brücke, den Narren Feste in William Shakespeares Was ihr wollt und Orfeus in Orfeo ed Euridice spielte. Zudem hatte er Gastengagements an Theatern in Reykjavík, Helsingfors und Oslo. Daneben wirkte er als Vorstandsmitglied des dänischen Schauspielerverbandes DSF.
Neben seinen Theaterrollen spielte Wieth auch in nationalen und internationalen Film- und Fernsehproduktionen, am bekanntesten darunter war Alfred Hitchcocks Der Mann, der zuviel wusste, wo er in der Rolle des Botschafters (und Hintermann des Attentats) auftrat. Im für zwei Oscars nominierten Filmmusical Hoffmanns Erzählungen übernahm er den Part des Crespel. Er wurde 1942 mit dem Gösta-Ekman-Preis, 1948 mit dem Teaterpokalen und 1949 mit dem Bodil als bester Hauptdarsteller ausgezeichnet. Der dänische Filmkritiker Morten Piil nennt Wieth als den besten dänischen Schauspieler seiner Generation.
Wieth war mit der Schauspielerin Lily Weiding verheiratet, deren Tochter Julie Wieth ist ebenfalls als Schauspielerin tätig. Er verstarb im Alter von 42 Jahren in London, wenige Tage vor der Premiere von William Shakespeares Der Kaufmann von Venedig, wo er am Old Vic Theatre den Antonio hätte spielen sollen.

## Filmografie (Auswahl)
- 1937: Flådens blå matroser
- 1941: Gå med mig hjem
- 1942: Natekspressen P903
- 1943: Jeg mødte en morder
- 1946: Ditte – Ein Menschenkind (Ditte menneskebarn)
- 1947: Familien Swedenhielm
- 1951: Hoffmanns Erzählungen (The Tales of Hoffmann)
- 1956: Der Mann, der zuviel wusste (The Man Who Knew Too Much)
- 1956: Tante Tut fra Paris
- 1960: A Matter of Morals
- 1962: Private Potter

## Auszeichnungen (Auswahl)
- 1948: Teaterpokalen
- 1949: Bodil in der Kategorie Bester Hauptdarsteller für Kampen mod uretten